# E25 (Maleisië)

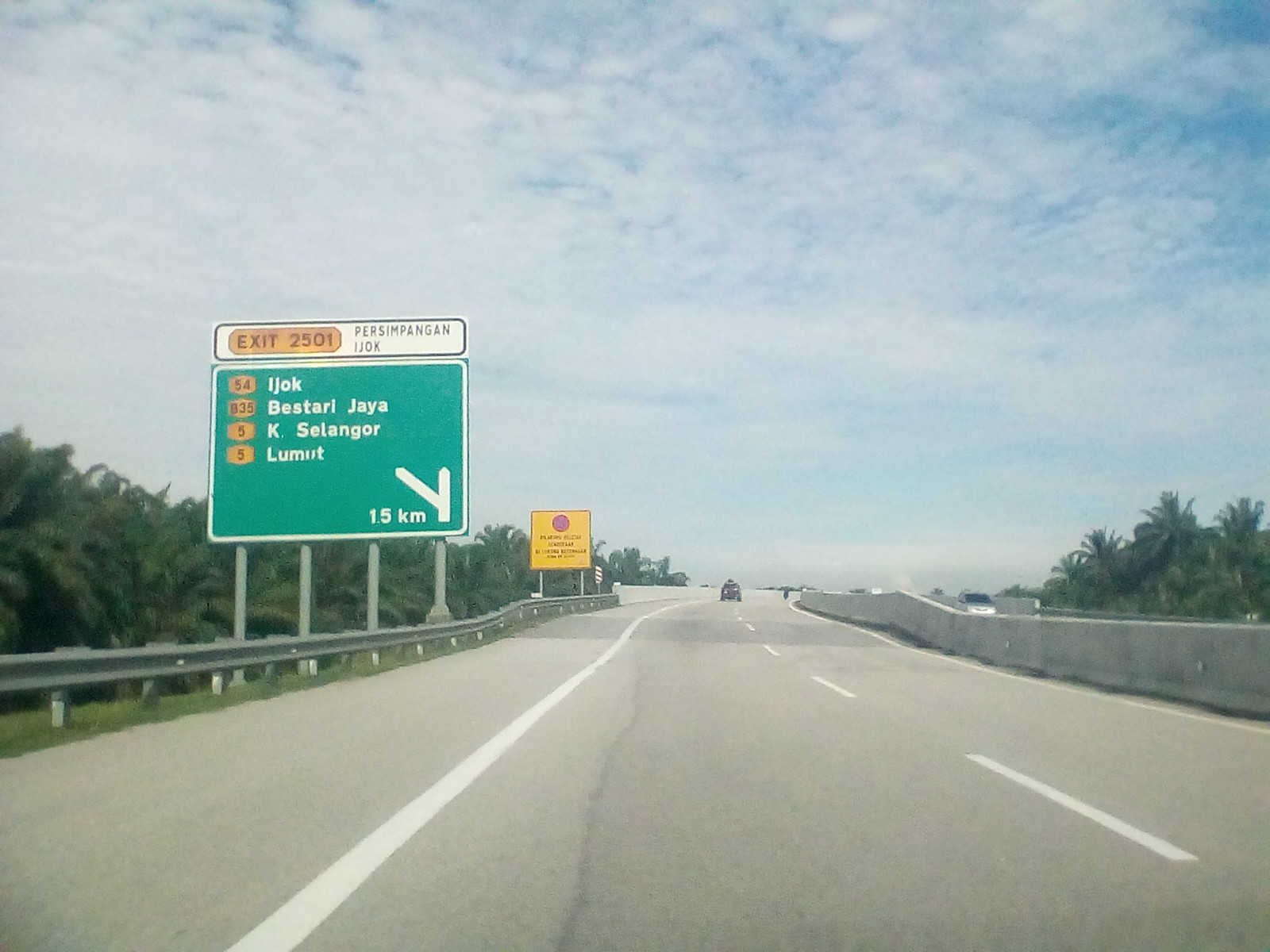
De E25

De E25 of  Lebuhraya Kuala Lumpur–Kuala Selangor (Kuala Lumpur–Kuala Selangor Expressway
(LATAR Expressway)) is een autosnelweg in Maleisië. De snelweg is 32 kilometer lang en verbindt Kuala Lumpur met Kuala Selangor. De E25 werd afgewerkt in 2011.
E1 ·
E2 ·
E3 ·
E4 ·
E5 ·
E6 ·
E7 ·
E8 ·
E9 ·
E10 ·
E11 ·
E12 ·
E13 ·
E14 ·
E15 ·
E16 ·
E17 ·
E18 ·
E19 ·
E20 ·
E21 ·
E22 ·
E23 ·
E24 ·
E25 ·
E26 ·
E27 ·
E28 ·
E29 ·
E30 ·
E31 ·
E32 ·
E33 ·
E35 ·
E36 ·
E37 ·
E38 ·
E39 ·